# Francesco Peparelli
Francesco Peparelli (* um 1585 in Rom; † 6. November 1641 ebendort) war ein italienischer Architekt des 17. Jahrhunderts.

## Leben
Francesco Peparelli wurde um 1585 wahrscheinlich in Rom geboren. Als Architekt war er in der ersten Hälfte des 17. Jahrhunderts in Rom und Umgebung tätig. Nach zeitgenössischen Quellen soll er auf 70 Baustellen tätig gewesen sein, nach heutigem Forschungsstand gelten 30 als gesichert. Neben seiner Tätigkeit als Architekt wurde er auch als Sachverständiger herangezogen.
Über seine genauere Herkunft ist nichts bekannt. Nach seiner Lehre im Atelier des Architekten Ottaviano Nonni, genannt Mascherino (oder Mascarino), arbeitete er in den folgenden Jahren oft an der Seite von Girolamo Rainaldi bei der Planung von Gebäuden und Überwachung der Baustellen. Eine weitere Zusammenarbeit ist auch mit Maderno belegt. Unter den Bauten ist seine Beteiligung nicht immer eindeutig identifizierbar. Dazu gehören 1620 der Bau des Klosters Santa Maria Maddalena in Campo Marzio und zwischen 1635 und 1637 verschiedene Teile der Kirche Santa Maria Maddalena in Campo Marzio.
Im Auftrag von Kardinal Giovanni Battista Pamphilj (dem späteren Papst Innozenz X.) vereinigte er zwischen 1634 und 1636 drei verschiedene Gebäude zu einem einzigen großen Palast. Von der Fassade – nach 1945 wieder aufgebaut – ist nur ein Stich aus den Jahren 1643–44 erhalten.
Peparelli unterrichtete mehrere Studenten, unter denen Giovanni Antonio De Rossi der berühmteste war.
Im Jahre 1634 wurde er Mitglied der Accademia di San Luc.
Peparelli starb am 6. November 1641 in Rom.

## Arbeiten
- Konvent und Kloster Santa Maria in Campo Marzio (1620) (mit Maderno)
- Hospiz San Girolamo della Carità 1632–37
- Palazzo Cardelli (1630)
- Palazzo Cerri (1627)
- Palazzo Del Bufalo Cancellieri (zwischen 1627 und 1641)
- Palazzo Del Ferraioli (1627)
- Palazzo del Monte di Pietà (Erweiterung mit Carlo Maderno und Francesco Borromini), um 1639
- Palazzo Valentini (um 1630)
- Palazzo Santacroce und das Nymphäum der Geburt der Venus (1630–40)
- Santa Brigida a Campo de’ Fiori (Fassade um 1614)
- Santa Maria delle Vergini, später Santa Rita da Cascia alle Vergini (1634–36)
- Santa Maria in Traspontina (1637)
- San Salvatore in Campo (1639–40), beauftragt von Kardinal Francesco Barberini